# Rhaphidostegium subovale
Rhaphidostegium subovale är en bladmossart som beskrevs av Brotherus och Jean Édouard Gabriel Narcisse Paris 1911. Rhaphidostegium subovale ingår i släktet Rhaphidostegium och familjen Sematophyllaceae. Inga underarter finns listade i Catalogue of Life.